# Aperol
Aperol é um aperitivo italiano feito de laranja-azeda, genciana, ruibarbo e quinquina, entre outros ingredientes.

## História

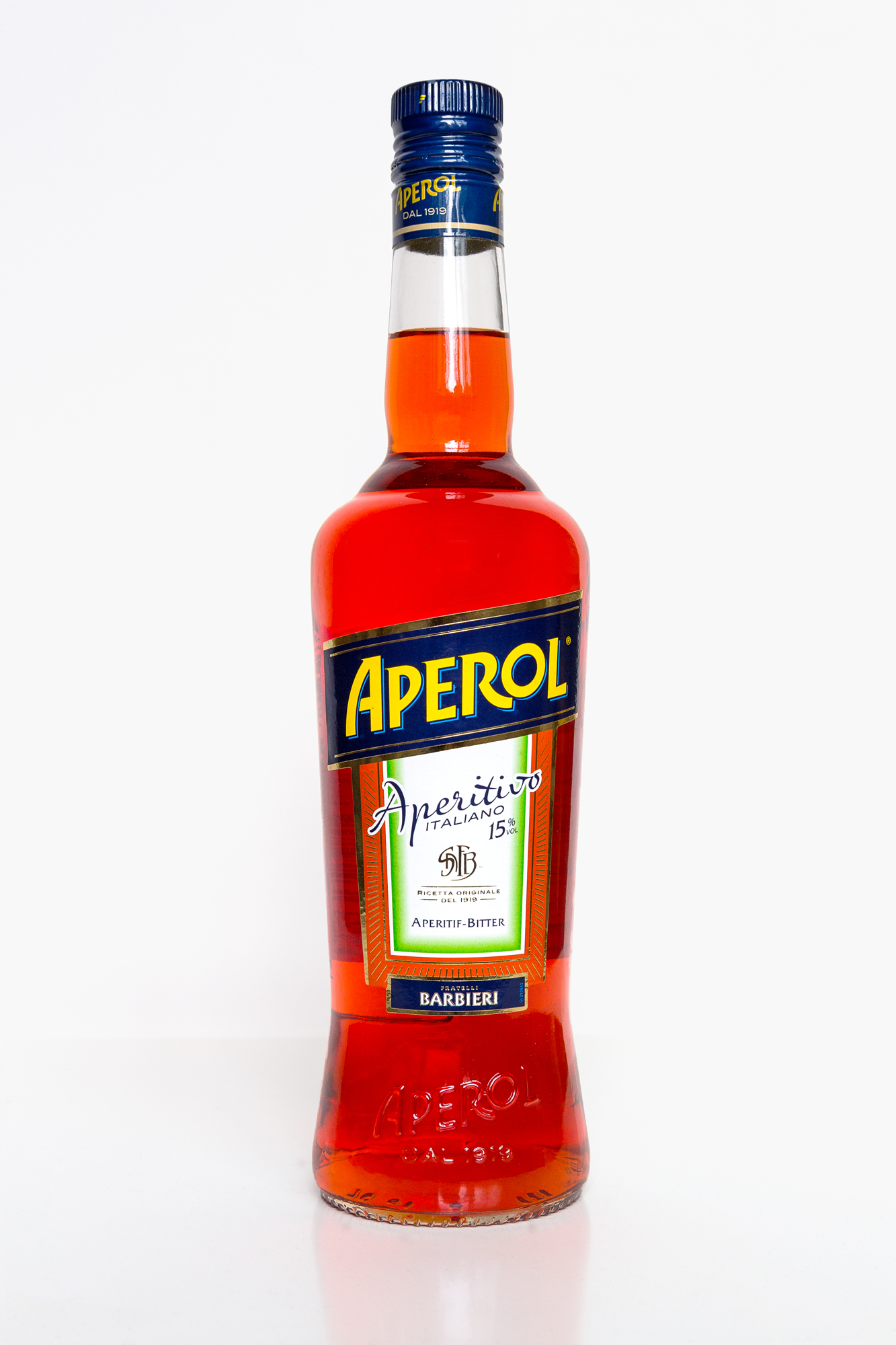
Uma garrafa de Aperol

A bebida foi originalmente criado em 1919 pela destilaria dos irmãos Barbieri, na cidade de Pádua, Itália, e tornou-se popular na década de 1920 e 1930, quando os bartenders passaram a testar novas combinações de bebidas, adicionando água com gás no vinho e também licores produzidos localmente, como o Aperol. Atualmente a bebida é produzida pelo Grupo Campari.  
Apesar de sabor e aroma parecidos com Campari, a bebida tem um teor alcoólico de 11% (aproximadamente metade de Campari), sendo é menos amargo e tem a coloração alaranjada, enquanto o Campari é mais amargo e tem cor avermelhada.
O coquetel Spritz, quando usado com o Aperol, é conhecido como Aperol Spritz.